# Ephraim-Palais
Das Ephraim-Palais ist ein in den 1980er Jahren rekonstruiertes Rokokogebäude am Rande des Nikolaiviertels im Berliner Ortsteil Mitte. Es ist denkmalgeschützt und gilt als eines der schönsten historischen Bürgerhäuser der Stadt. Als Museum Ephraim-Palais gehört es heute zur Stiftung Stadtmuseum Berlin.

## Bauherr
Die Geschichte des Ephraim-Palais ist mit dem Namensgeber Veitel Heine Ephraim verbunden. Dessen Bedeutung ergibt sich aus dem Zusammenhang der Situation der Juden in Preußen zur Zeit Friedrichs II. mit den ständigen Geldnöten des Königs.
Ephraim gehörte zu den privilegierten Schutzjuden des Königs. Er hatte als vermögender Händler und Bankier schon dem Kronprinzen, dem späteren König Friedrich II., Geld geliehen und sich dadurch dessen Wohlwollen gesichert. Später finanzierte er zu einem großen Teil die Feldzüge Friedrichs. Auf Befehl des Königs verringerte er die Qualität der Silbermünzen und übernahm – auch auf königliche Anordnung – die Verantwortung dafür. Die Bürger reagierten mit Spottversen: „Außen Silber, innen Zinn / außen Friedrich, innen Ephraim“, diese geringwertigen Münzen wurden Ephraimiten genannt. Er erwarb als Münzpächter, Eintreiber von Kriegskontributionen in besetzten Gebieten, als Hofjuwelier und durch andere Geschäfte ein großes Vermögen. Einen Teil des Geldes investierte er in Manufakturen und Fabrikationsstätten und förderte so die wirtschaftliche Entwicklung Berlins. Um seine Position entsprechend repräsentieren zu können, kaufte er 1762 das Stadthaus einer Berliner Familie und ließ es vollständig umbauen. Das Gebäude wurde von 1762 bis 1769 errichtet.

## Gebäude

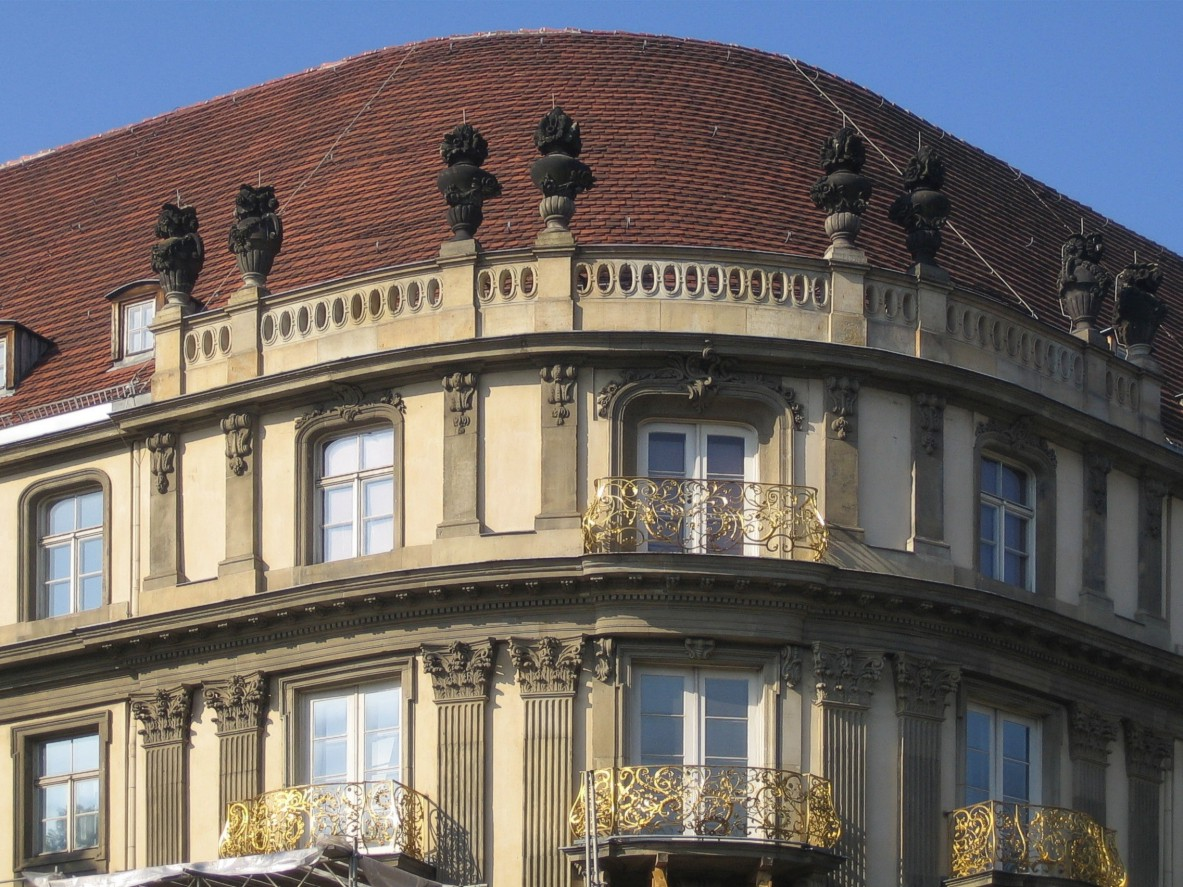
Fassadendetail

Auf dem Grundstück Poststraße Ecke Mühlendamm stand einst die älteste Apotheke Berlins. Ephraim beauftragte den Architekten Friedrich Wilhelm Diterichs damit, hier ein ansehnliches Stadtpalais zu errichten. Diterichs war seit 1742 Oberbaudirektor in Berlin und hatte bedeutende Bauten errichtet, darunter die Bethlehemskirche und das Prinzessinnenpalais. Zwischen 1762 und 1766 entstand nun ein viergeschossiges Gebäude, dessen beide Flügel in einem stumpfen Winkel aufeinanderstoßen.
Die schwierige Verbindung der Gebäudeteile gestaltete der Architekt als abgerundete Ecke, der ein Balkon vorgelagert ist, reich verziert mit einem filigranen, vergoldeten Gitter und mit Puttenfiguren und getragen von toskanischen Säulen, die ebenerdig das Hauptportal einrahmen. Diese Doppelsäulen setzen sich in der vertikalen Gliederung der Fassade fort; den Abschluss nach oben bildet eine mit Vasen besetzte Balustrade.

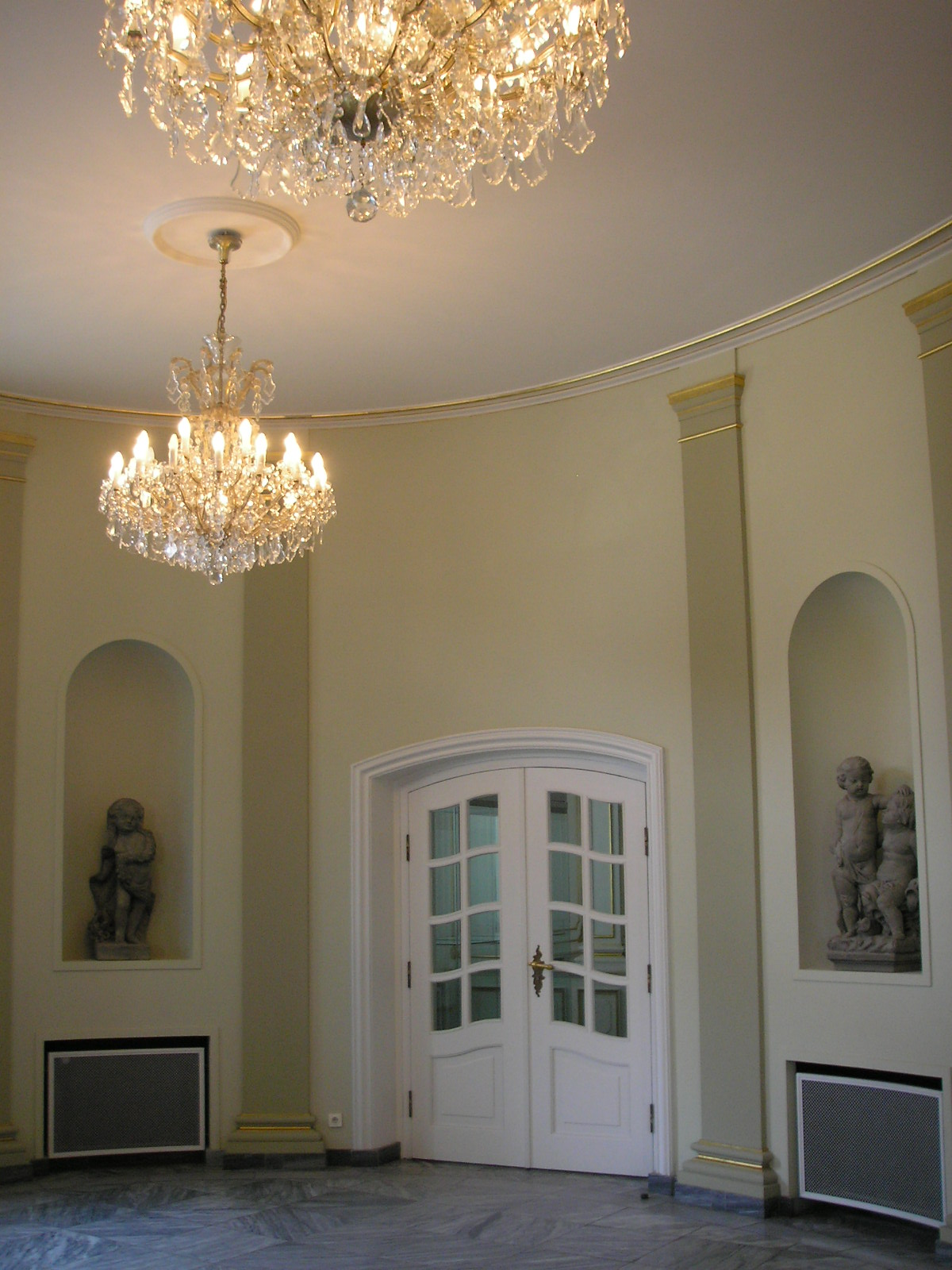
Foyer

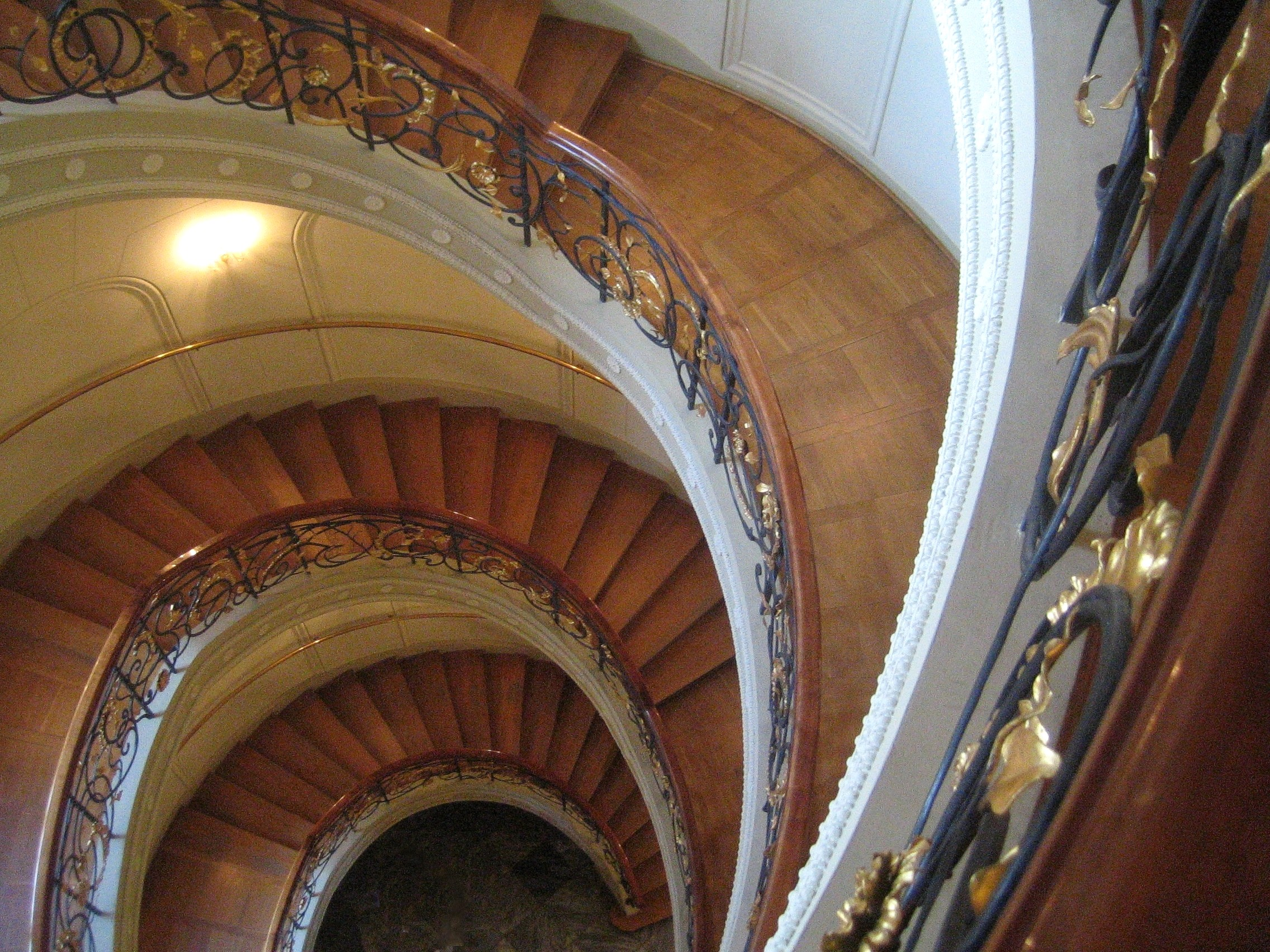
Treppenhaus

Das charakteristische Motiv der gerundeten Ecke wird im Inneren aufgenommen. Dort werden die Räume der Seitenflügel über eine ovale Vorhalle erschlossen, dahinter liegt ein helles, ebenfalls ovales Treppenhaus mit spiralförmig ansteigenden Stufen. Die elliptische Form findet sich auch im Festsaal des Hauptgeschosses wieder.

## Geschichte
Der Bauherr Ephraim wohnte und arbeitete selbst im Palais. Im Hof befand sich eine Silberscheideanstalt. Die Läden im Erdgeschoss, die die Verkaufsstände der Mühlendammkolonnaden verlängerten, wurden vermietet. Ephraim starb 1775. Das Palais blieb bis 1823 in Familienbesitz.

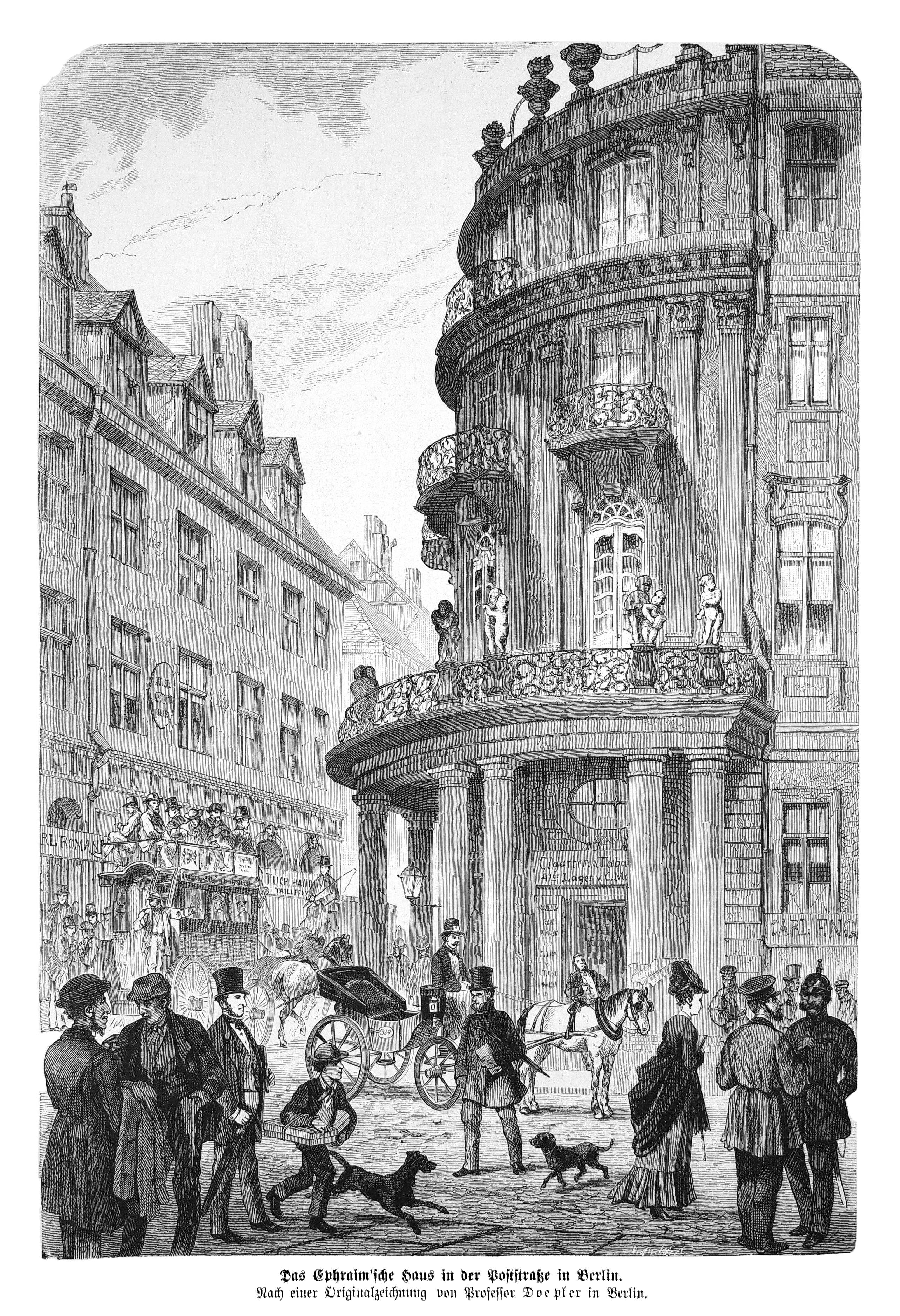
Ephraimsches Haus in der Poststraße in Berlin, 1874

Im Jahr 1843 hatte die Stadt Berlin das günstig gelegene Haus erworben, die Stadtvogtei lag seinerzeit gegenüber am Molkenmarkt. Der Magistrat brachte hier Polizeioffiziere und das Einwohnermeldeamt unter. 1892–1895 baute der Architekt und Stadtbaudirektor Hermann Blankenstein das Dachgeschoss aus. 1888 wurde der Mühlendamm um 1,20 Meter angehoben, um die Fahrbahn zu verbreitern. Hierbei gingen die erdgeschossigen Läden verloren. Diese Niveauänderung führte auch zu Fassadenänderungen.
Um den festen Mühlendamm durch eine Brücke ersetzen zu können, wurde 1935 eine noch steilere Rampe für die Spreeüberquerung notwendig. Verbunden mit den Plänen der Nationalsozialisten zur Schaffung eines Gauforums vor dem Stadthaus und einer repräsentativen Zuwegung wurde das Ephraimpalais abgebrochen. Das Grundstück diente fortan als Zufahrt zu einer Behelfsbrücke, die den Verkehr während der Bauarbeiten aufnahm.
Die Fassade und einzelne Bauteile wurden auf einem Lagerplatz im Ortsteil Wedding eingelagert und überstanden dort den Zweiten Weltkrieg. Nach Kriegsende hatte der Senat von Berlin beabsichtigt, das Palais an einem neuen Standort in der Kreuzberger Lindenstraße wieder aufzubauen und als Museumsgebäude für die geplante Jüdische Abteilung des Berlin-Museums zu verwenden. Dieser Plan ließ sich nicht umsetzen, da sich die Konstruktionsunterlagen in Ost-Berlin befanden und die Kosten (um 1982 auf rund 30 Millionen Mark geschätzt) zu hoch erschienen.
Als in Vorbereitung der 750-Jahr-Feier Berlins mit dem Bau des Nikolaiviertels in Ost-Berlin begonnen wurde, beschloss 1982 das West-Berliner Abgeordnetenhaus, die erhaltenen Bauteile dem Magistrat von Berlin zur Verfügung zu stellen. Die DDR übergab als Gegenleistung unter anderem das Archiv der Königlichen Porzellan-Manufaktur (KPM) an den Westteil der Stadt. (Eine Reihe weiterer Kulturgüter wurde seinerzeit ausgetauscht.)
Unter Leitung des Architekten Franz Klinger wurde das Ephraim-Palais von 1985 bis 1987 unter Orientierung am Ursprungsbau und Verwendung der erhaltenen Fassadenteile etwa zwölf Meter nördlich des ursprünglichen Standorts wieder aufgebaut. Der ursprüngliche Standort konnte infolge der in den 1960er Jahren erfolgten Verbreiterung des Mühlendamms auf nunmehr insgesamt acht Fahrstreifen nicht mehr genutzt werden.
Die Innenräume des neuen Ephraim-Palais’ wurden mit vereinfachter Rokoko-Ornamentik ausgestaltet. Ein Raum im ersten Geschoss enthielt die Kopie einer von Andreas Schlüter gestalteten Decke aus dem 1889 abgebrochenen Palais Wartenberg.

## Museale Nutzung
Nach rund vierjähriger Bauzeit fand am 19. Mai 1987 die feierliche Wiedereröffnung des Ephraim-Palais’ statt, nun als Teil des Märkischen Museums. Nach der deutschen Wiedervereinigung wurde es der Stiftung Stadtmuseum Berlin angegliedert. 
Auf drei Etagen werden wechselnde Ausstellungen gezeigt, die zuerst Berliner und Touristen ansprechen sollen und sich dem Berliner Lebensgefühl und Berliner Alltagsthemen wie Sport, Ost- und West-Berlin, Vergnügen/Feiern, Subkulturen, Wohnen/Leben oder Arbeit widmen sollen. Größere Ausstellungen waren West:Berlin. Eine Insel auf der Suche nach Festland, Tanz auf dem Vulkan – Das Berlin der Zwanziger Jahre im Spiegel der Künste und Berlin – Stadt der Frauen. Das Haus beherbergt außerdem die Grafische Sammlung des Stadtmuseums. Diese umfasst eine Zeitspanne vom 16. Jahrhundert bis in die Gegenwart. 110.000 Blatt ergeben ein bildhaftes Gedächtnis Berlins, der Mark Brandenburg und Preußens.
Am 1. Dezember 2023 eröffnete die neu gestaltete Dauerausstellung BerlinZEIT. Die Stadt macht Geschichte!